# Shageluk
Shageluk (Łeggi Jitno’) è un comune degli Stati Uniti d'America, situato nello Stato dell'Alaska e in particolare nella Census Area di Yukon-Koyukuk.